# Payas (Turquie)
Ne pas confondre avec Payas.
Payas est une municipalité et district de la province de Hatay dans la région méditerranéenne en Turquie. Le nom originel de la localité semble avoir été Baias ou Bayyas, transcrit Παίας (Paías) en grec ancien, بياس (Byās) en arabe, Բայաս (Payas) en arménien occidental, Peyas en kurde, Payās ou Bayās en turc.

## Géographie
Située à l'extrémité sud-est de la plaine de Cilicie (Çukurova), bornée à l'est par le  Çağsak Dağ  dans les monts Amanos, à l'ouest par le golfe d'Alexandrette, elle est limitée par les municipalités de Dörtyol au nord, Hassa à l'est et İskenderun (Alexandrette) au sud. Elle appartient au domaine climatique des forêts de la Méditerranée orientale. Elle se trouve sur la section Chypre-Alexandrette de la faille est-anatolienne qui a occasionné des dégâts considérables lors du séisme de février 2023.

## Histoire

### Antiquité
Le site côtier de Kinet Höyük, non loin de Payas, est occupé depuis le 3e millénaire av. J.-C. Les textes hittites mentionnent une localité d'Izzu (Issos) ; la poterie est similaire à celle du plateau anatolien. C'est un des rares ports en eau profonde dans cette partie du littoral tandis que les monts Amanos, tout proches, fournissaient du bois et des métaux,. Le tracé de la côte et des cours d'eau semble avoir connu d'importantes variations depuis l'Antiquité et l'identification des sites est incertaine.
Sous l'empire achéménide, Payas est une étape sur la voie royale qui reliait l'Asie mineure à la Perse ; le dynaste Syennésis, satrape de Cilicie, entretient une garnison pour surveiller le passage fortifié des Portes ciliciennes ; en 401 av. J.-C., cette route est suivie par l'armée de Cyrus le Jeune. Une section de muraille, aujourd'hui immergée, présente des fondations remplies de gravier selon une technique inédite dans la région mais qu'on retrouve dans les ruines achéménides de Suse.
Le petit fleuve Payas Çayı qui longe le site antique est le plus souvent identifié au Pinaros, théâtre de la bataille d'Issos qui, en 333 av. J.-C., oppose l'armée macédonienne d'Alexandre le Grand à celle de Darius III, le dernier des rois achéménides : la phalange et la cavalerie macédoniennes traversent la rivière à gué sous une pluie de flèches et mettent en déroute l'armée perse.
Le site de Kinet Höyük connaît des remaniements importants au milieu du IIe siècle av. J.-C. : il est rebâti sur un espace plus étroit avec une orientation différente. Il sera progressivement abandonné au cours du Moyen Âge.

### Des Omeyyades aux Ottomans

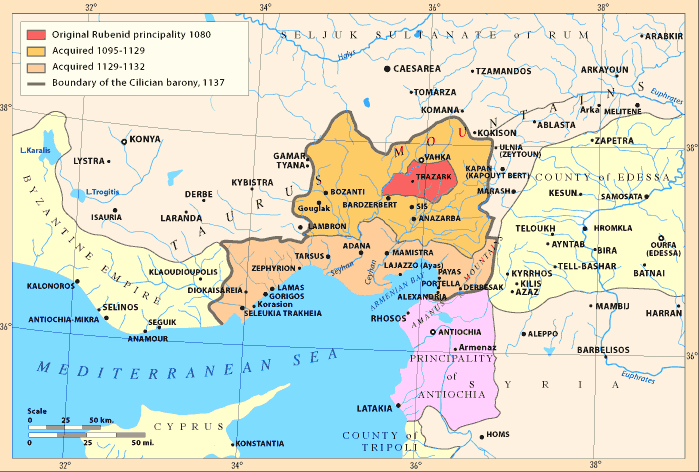
Expansion du royaume arménien de Cilicie (Petite-Arménie) sous les Roupénides (1080-1199) : Payas est au sud-est.

Du VIIe siècle au XIe siècle, les confins syro-ciliciens où se trouve Payas sont disputés au cours des guerres arabo-byzantines. Prise par la première croisade en 1097, Payas est rattachée au XIIe siècle au royaume arménien de Cilicie avant d'être conquise en 1266 ou 1268 par le sultanat mamelouk d'Égypte. Vers 1500, le chef corsaire turc Arudj Barberousse en fait une base contre le commerce des Vénitiens. En 1516, le sultan ottoman Sélim Ier s'en empare. C'est une étape sur la route du pèlerinage de La Mecque.
Sous l'Empire ottoman, Payas devient en 1568 le chef-lieu d'un sandjak (district) dépendant du pachalik d'Alep,. L'armée ottomane y établit un chantier naval et en fait une des bases de départ de la conquête turque de Chypre (1570-1571). En 1574, le grand vizir Sokollu Mehmet Pacha fait construire le complexe qui porte son nom par le fameux architecte Mimar Sinan. Étendu sur 15 000 m2, cet  ensemble comprend une mosquée, une medersa, un bazar de 48 boutiques, un caravansérail, un hammam, ainsi qu'un tekke (couvent soufi),. Le château d'Iskele (İskele Kalesi) ou « château des Djinns » (Cinkule), construit en 1577 par ordre de Sokollu Mehmet, est décrit par le voyageur Evliya Çelebi comme une « tour ronde et solide » semblable à la tour de Léandre à Istanbul, dominant le rivage, dotée de quatre canons : elle servait de siège à la douane.
Au XVIIIe siècle, la population de Payas décroît et l'activité du sandjak se déplace vers Dörtyol (« Quatre Routes ») à une quinzaine de km au nord. La région de Payas, Dörtyol et Iskenderun est habitée par le clan turkmène des Çobanoğulları. Le chef de bande Halil Bey, un derebey (en) de la lignée locale des Küçükalioğulları, établit une forteresse à Payas dans la tour de Karbeyaz et rançonne les caravanes, amenant parfois les marchands à préférer la voie maritime. En 1786, Mustafa Pacha, gouverneur d'Alep, mène une expédition contre Halil Bey avec l'aide d'une flottille fournie par le gouverneur d'Adana : Halil Bey s'enfuit puis négocie une reconnaissance légale comme bey du sandjak d'Üzeyir. En 1789, une seconde expédition ottomane n'a pas plus de succès. Halil Bey meurt en 1804 en laissant une somme de 40 000 kuruş d'impayés au trésor impérial.

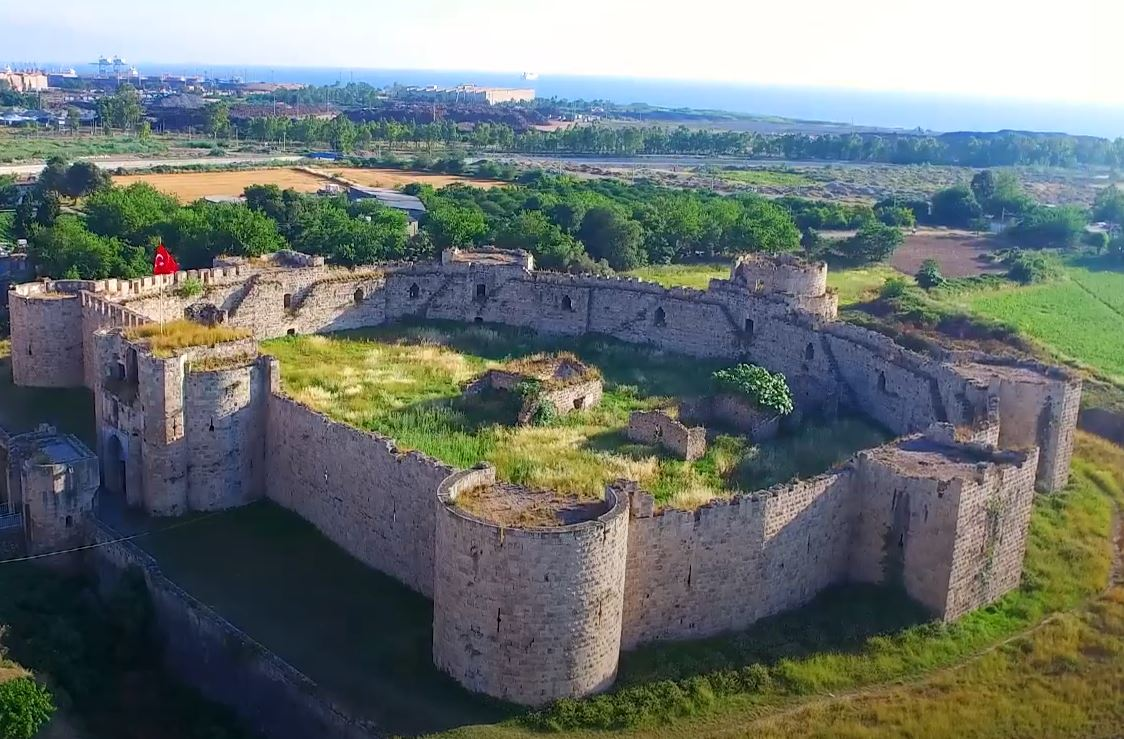
Le château de Payas en 2019.

Ses successeurs maintiennent une quasi-indépendance malgré une nouvelle expédition du gouverneur d'Adana en 1827. En 1832, Mustafa Bey, un des descendants de Halil Bey, fait partie des chefs tribaux de Cilicie qui refusent de se soumettre à Méhémet Ali à l'issue de la première guerre égypto-ottomane, ce qui lui vaut d'être chassé de la province par le gouverneur égyptien Ibrahim Pacha en 1834 puis de nouveau nommé gouverneur du sandjak de Payas en 1845 par les Ottomans après le retrait des troupes égyptiennes. En 1860, Mustafa Bey est capturé et envoyé en captivité à Constantinople ; son fils Dede Bey, capturé à son tour en 1865 et relégué à Niš dans les Balkans, obtient son amnistie après la guerre russo-turque de 1877-1878.
Les archéologues allemands Carl Humann et Otto Puchstein, qui parcourent la région au XIXe siècle, estiment la population de Payas à 5 000 maisons dont 4 000 turques et  1 000 arméniennes avec un petit nombre de familles alaouites.

### Après 1918
En 1920, pendant la campagne de Cilicie, le corps expéditionnaire français établit des postes à Dörtyol et Payas. Hakkı Özer, un descendant de Halil Bey, est un des chefs de la résistance aux Français dans la région. La petite garnison française de 200 hommes affronte les partisans turcs basés dans les montagnes proches, principalement sur le plateau de Fındık.
Au traité de Lausanne en 1923, la frontière entre la nouvelle république de Turquie et le sandjak d'Alexandrette rattaché au mandat français en Syrie et au Liban, est fixée le long du Payas Çayı : Dörtyol et Payas restent à la Turquie . Le reste du sandjak d'Alexandrette, devenu république du Hatay, ne reviendra à la Turquie qu'en 1939. Le district de Dörtyol, qui appartenait à la province de Seyhan (Adana), est alors intégré à la nouvelle province de Hatay.

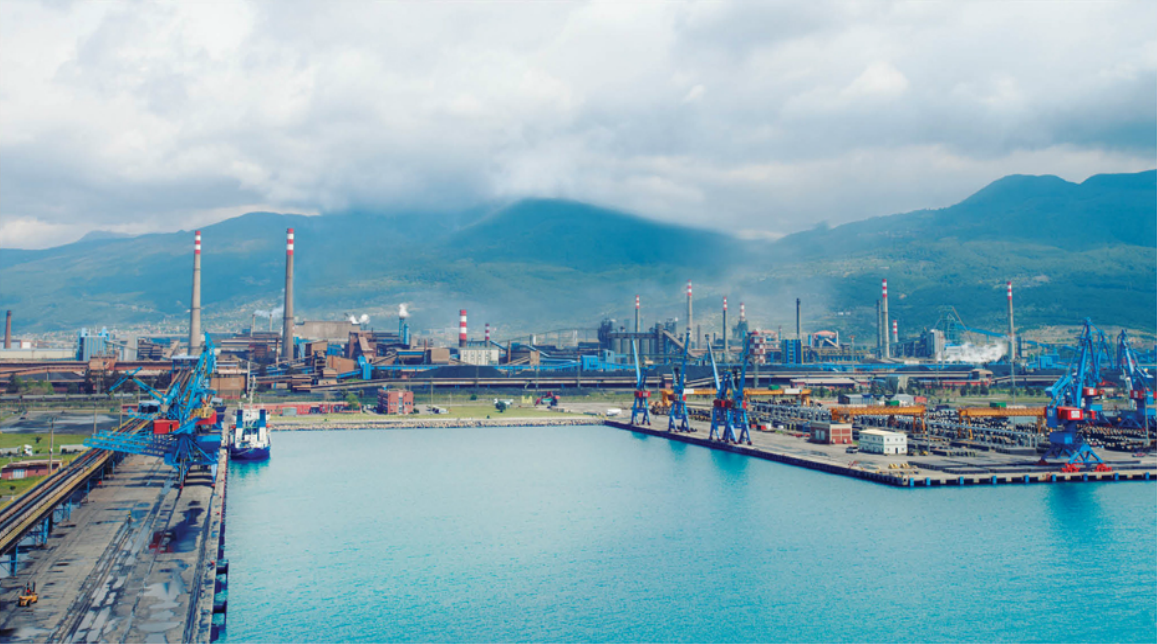
Le port industriel de Payas en 2012.

Payas, qui était une bourgade rurale jusqu'aux années 1970, devient un centre industriel avec la création d'une usine métallurgique de 70 laminoirs : sa population passe de 7 000 à 35 000 habitants. En 2012, elle se sépare de Dörtyol et devient une municipalité indépendante.
Le séisme du 6 février 2023 frappe durement la province de Hatay. Plusieurs centaines d'habitants chassés par l'effondrement de leurs maisons viennent camper jusque dans le complexe de Sokollu Mehmet Pacha. Le Qatar, allié stratégique de la Turquie, fait installer à Payas un centre de secours qui doit recevoir 10 000 conteneurs.

## Sites touristiques
Ces trois monuments sont situés à Payas, environ dix kilomètres au sud de la ville de Dörtyol.
Cin Kulesi
Cin Kulesi (tour des djinns) est une construction carrée d’environ 20 m de côté à 100 m de la mer et à 700 m au nord de la forteresse et du caravansérail, près d’un petit port. Elle est située sur un tertre à 40 m d’altitude ce qui en fait un poste de guet. La construction actuelle est contemporaine des deux autres monuments voisins mais elle aurait été construite à l’origine par les Génois. Une thèse d’études très détaillée de cet édifice, en vue de sa restauration, est consultable en ligne,
Sokollu Mehmet Paşa Külliyesi
Sokollu Mehmet Paşa Külliyesi (Complexe de Sokollu Mehmet Paşa) est un grand caravansérail construit vers 1570 pour Sokollu Mehmet Paşa grand vizir de Soliman le Magnifique puis de Selim II. Il est situé au centre de Payas (Yakacık). Il comprend un hammam, une mosquée, une medersa et un bazar couvert. C'était une ville fortifiée construite dans un territoire récemment conquis par les Ottomans.
Payas Kalesi
Payas Kalesi (Forteresse de Payas) est entre le caravansérail et la mer. C’est une forteresse entourée de fossés avec une enceinte qui comporte huit tours. Les murs ont été restaurés mais l’intérieur ne contient qu’une petite mosquée. Cette forteresse existait avant l’arrivée des Ottomans au début du XVIe siècle. Probablement construite par les templiers au XIIe siècle, puis occupée par les Mamelouks comme poste frontière entre leur territoire et celui du royaume arménien de Cilicie, après la prise d’Antioche par Baybars en 1268. De halte sur la route de Jérusalem pour les pèlerins chrétiens, la forteresse devient une étape sur la route du pèlerinage à la Mecque.